# Lilian, azafata del aire
Lilian, azafata del aire fue una serie de historietas española publicada entre 1960 y 1961 por Ibero Mundial de Ediciones, con guiones de Ricardo Acedo y dibujos de Enric Badía Romero, Miguel Gómez Esteban y A. Biosca.

## Contexto y trayectoria editorial
Lilian, azafa del aire fue el primer tebeo que apareció en España protagonizado por una heroína femenina, aunque se basaba en la serie francesa Lili Hotesse de l'Air de Christian Mathelot, publicada por la revista Florita desde 1957.
Los números del 13 al 43 contaron con la colaboración de A. Biosca.
La serie tuvo una corta vida, lo que el historiador Juan Antonio Ramírez explica por la poca adecuación de su protagonista a los cánones imperantes, pues era demasiado independiente para la época. En cualquier caso, la tendencia que había inaugurado fue continuada por Mary Noticias, de mucho mayor éxito.

## Argumento
Lilian, azafata del aire presentaba una visión idealizada de la vida burguesa para consumo de las clases populares, dotando a la profesión de azafata de una aureola fascinante. Su protagonista aparecía además como una heroína casi perfecta, que apenas necesitaba la ayuda de su compañero masculino, el piloto Oscar, para la resolución de sus casos.